# Centropus phasianinus
Il cucal fagiano o cuculo fagiano comune (Centropus phasianinus Latham, 1801) è un uccello della famiglia Cuculidae.

## Distribuzione e habitat
Questo uccello vive in Australia, Papua Nuova Guinea, Indonesia e Timor Est.

## Tassonomia
Centropus phasianinus ha sette sottospecie:
- Centropus phasianinus spilopterus
- Centropus phasianinus mui
- Centropus phasianinus propinquus
- Centropus phasianinus nigricans
- Centropus phasianinus thierfelderi
- Centropus phasianinus melanurus
- Centropus phasianinus phasianinus